# 鎮西尚一
鎮西 尚一（ちんぜい なおかず、1957年 - ）は、日本の映画監督である。

## 経歴
1957年、鹿児島県奄美大島に生まれる。中央大学文学部フランス文学科卒業。1990年に『パンツの穴 キラキラ星みつけた!』を監督し、2009年に『熟女 淫らに乱れて』を監督する。
1995年にアテネ・フランセ文化センターで開かれた「鎮西尚一特集」に際して、黒沢清によって、日本で唯一「最初からほとんど本能的に」「奇抜さと親しみやすさ、知性と不良性、商業主義と芸術至上主義」を兼ね備えた作家である、と評された。

## フィルモグラフィー

### 映画
- ヘビーSEX'87 感度良好（1987年）
- ロリータ・エクスタシー 肉あさり（1987年）
- ホテトル天使 恥辱の罠（1988年）
- パンツの穴 キラキラ星みつけた!（1990年）
- 女課長の生下着 あなたを絞りたい（1994年）
- 青春H Ring My Bell（2011年）
- スーサイドサイドカー（2011年）

### オリジナルビデオ
- パチンカー奈美（1992年）
- ザ・ストーカー（1997年）
- 熟女 淫らに乱れて（2009年） - 再上映タイトル『スリップ』、DVDタイトル『み・だ・ら』